# Cacosternum nanum
Cacosternum nanum es una especie  de anfibios de la familia Pyxicephalidae.

## Distribución geográfica
Se encuentra en Sudáfrica, Suazilandia y, posiblemente, Lesoto y Mozambique.  